# Horst Hofer
Horst Hofer (* 3. Oktober 1967 in Paternion) ist ein Brigadier des österreichischen Bundesheeres.

## Militärische Laufbahn

### Ausbildung und erste Verwendungen
Horst Hofer trat 1986 in das Bundesheer ein und absolvierte seinen Grundwehrdienst beim Jägerbataillon 26 in Spittal an der Drau. Anschließend besuchte er von 1987 bis 1990 die Theresianische Militärakademie und wurde danach in verschiedenen Positionen als Zugs- bzw. Kompaniekommandant beim Landwehrstammregiment 83, Jägerregiment 8 und Jägerbataillon 26 eingesetzt.

### Dienst als Stabsoffizier
Von 2000 bis 2003 absolvierte er den 16. Generalstabslehrgang an der Landesverteidigungsakademie in Wien.
Von 2008 bis 2020 war er Kommandant des Jagdkommandos.

### Dienst im Generalsrang
Seit 2020 ist er Kommandant der 7. Jägerbrigade (Bundesheer).

### Auslandseinsätze
- 1997 als Zugskommandant ATCON/MPF in Tirana / Albanien[1]
- 2008 als Kommandant des österreichischen Kontingents und aller Spezialeinsatzkräfte bei der EUFOR Tchad

## Privates
Horst Hofer ist verheiratet und hat zwei Kinder.